# Taktik (Eishockey)
Die Taktik ist ein wichtiger Bestandteil eines Eishockeyspiels. In den ersten 100 Jahren nach Erfindung des Eishockeys war die Taktik eher unwichtig. Die Spieler versuchten möglichst kreativ an den Gegenspielern vorbeizukommen. Ein gutes Zusammenspiel war meist bloß Glückssache. Doch in den 50er und 60er Jahren entwickelte sich in Osteuropa und der Sowjetunion mehr und mehr ein Spielsystem. Erst seitdem gibt es eine klare Trennung zwischen Angreifer und Verteidiger, zwischen Center und Flügelstürmer.

## Positionen
So bildeten sich diese Positionen für die fünf Feldspieler:
- Center (oder Mittelstürmer): Stürmer, der vor allem die Aufgabe des Spielmachers und Regisseurs hat und dadurch mehr Vorlagen gibt, als selbst Tore erzielt.
- Flügelspieler: zwei Spieler pro Reihe bekleiden die Positionen der Flügelspieler (Left Wing, Right Wing), die hauptsächlich für das Angriffsspiel und das Erzielen von Toren zuständig sind. In den modernen Spielsystemen ist es wichtig, dass auch die Stürmer gut „nach hinten arbeiten“, also auch defensive Aufgaben übernehmen können.

Bei Powerplay ist es auch möglich, dass der Center im Slot (Zone direkt vor dem Torraum) auf Pässe der Flügelstürmer wartet, um diese torgefährlich abzufälschen.
- Abwehrspieler: leisten hauptsächlich Abwehrarbeit, im Powerplay sind sie aber auch mehr und mehr als Blueliner vorgesehen, die Schlagschüsse von der Begrenzungslinie zwischen neutraler und Angriffszone abgeben.

## Spielsysteme
In der Zeit des Kalten Krieges unterschied man zwischen dem russischen System mit kontrolliertem Passspiel bis zur Torchance und der kanadischen Spielweise der körperlichen „Hauruck“-Hockeys. Heute gibt es jedoch eine viel größere Vielfalt. Mit guter Taktik haben auch technisch schwächere Teams gute Chancen gegen Top-Mannschaften. Daher treten im Eishockey Überraschungs-Ergebnisse weitaus häufiger auf als beispielsweise im Basketball. Ein berühmtes Beispiel sind die New Jersey Devils der 90er Jahre, die mit sehr körperbetontem Spiel auf Fehler des Gegners warteten und jene dann in eigene Torchancen umwandelten.
Die Hauptaufgaben eines Spielsystems sind das Kreieren von Torchancen und das Verhindern von Gegentoren. Das Eishockey im deutschsprachigen Raum war lange Zeit sehr defensiv ausgerichtet, um dem Gegner keine Tormöglichkeiten zu lassen. Doch auch hier vollzieht sich ein Wandel hin zu offensiv-attraktivem Hockey.

### Der Angriff
Im Angriffsspiel unterscheidet man grob zwischen zwei Arten: dem schnellen Konterspiel und dem Kombinationsspiel.
Konter (breaks) bieten sich vor allem an, wenn man den Puck während eines gegnerischen Angriffs bekommt. Dann ist die Abwehr des Gegners meist schlecht organisiert und es bieten sich gute Torchancen, da man nur wenige oder gar keine verteidigende Spieler vor sich hat.
Kombinationsangriffe haben ihren Ursprung meistens im eigenen Drittel. Nach gewonnenem Bully in der Abwehr- oder der neutralen Zone zieht sich der Verteidiger, der in Puckbesitz ist, hinter das eigene Tor zurück. Dadurch gewinnt er nicht nur Zeit, sondern vor allem Übersicht. Jetzt läuft er neben das Tor und passt direkt einem Stürmer, der sich zwischen neutraler und Abwehrzone postiert hat. Eine zweite Möglichkeit ist der Pass zum anderen Verteidiger, der dann zu einem Stürmer passt, über die Hintertor-Bande oder ein Pass an der Bande entlang, der vor allem ausgeführt wird, wenn der Verteidiger unter Druck steht.
Auch in der neutralen Zone bieten sich nun einige Alternativen. Diese sollte schnell überbrückt werden, damit noch nicht so viele gegnerische Spieler in deren Abwehrzone sind. Technisch starke Spieler können durch die Reihen der Gegner laufen und den Puck halten, weniger talentierten bietet sich die typisch nordamerikanische Spielweise „Dump 'n' Chase“ an, bei der der Puck über die Abwehrspieler hinweg an die Bande gespielt wird. In einem Laufduell versucht der angreifende Spieler unter Berücksichtigung der Abseitsregel an den Puck zu gelangen. Eine dritte Möglichkeit ist der sogenannte Finalpass. Dabei bindet der Center die Verteidiger erst auf sich, passt dann aber in den Lauf eines Flügelspielers, der dann möglichst keinen Abwehrspieler mehr vor sich haben sollte.
Die dritte Phase des Angriffs läuft in der Angriffszone ab. Hier bieten sich erneut einige Varianten. Im Allgemeinen gilt, dass ein Angriffsspiel gut ist, wenn es nicht berechenbar und schnell ist. Bei technisch starken Mannschaften gelingt es, dass die Spieler jeweils nur kurz den Puck berühren und dann zum Abschluss, dem Torschuss, kommen.
Neben diesem Musterangriff gibt es diverse Variationen. Je mehr Variationen ein Team beherrscht, desto unberechenbarer ist es für die gegnerische Mannschaft.
Mit der Herausnahme des eigenen Torwarts darf ein weiterer Feldspieler aufs Eis. Diese Regel wird oft kurz vor Spielende genutzt, wenn ein Team knapp in Rückstand ist und mehr Druck aufbauen muss. Die Herausnahme kann während Spielunterbrechungen (besonders bei Bullys im Angriffsdrittel oder der neutralen Zone, meist vorbereitet durch eine Auszeit) oder während des laufenden Spiels (beispielsweise nach einem gewonnenen Bully im Verteidigungsdrittel) erfolgen. Dadurch kann ein Schein-Powerplay aufgebaut werden, um noch den Ausgleich zu schießen. Dies bietet wiederum den Führenden die Möglichkeit, durch einen Schuss ins leere Tor (Empty Net Goal) das Ergebnis nach oben zu korrigieren. Schüsse aus dem eigenen Drittel auf das leere Tor werden dabei meist vermieden, da diese bei Verfehlen des Tors zu unerlaubten Weitschüssen führen können. Das hätte ein Bully vor dem Tor der führenden Mannschaft zur Folge und würde der Mannschaft im Rückstand eine gute Gelegenheit für einen weiteren Angriff geben.
Dass der Goalie selbst einen Angriff einleitet, ist im Eishockey seltener als zum Beispiel im Fußball. Die unmittelbare Beteiligung an einem Angriff ist von den Regeln untersagt (keine Spielbeteiligung über der Mittellinie).

### Die Abwehr
Wie ein Angriff bei den Verteidigern beginnt, so fängt die Abwehr nicht erst dort an.
ForecheckingAls Forechecking wird im Eishockey der Versuch, nach Puckverlust die Scheibe noch im Angriffsdrittel zurückzugewinnen, bezeichnet. Dies wird vor allem dann genutzt, wenn man unbedingt wieder in Puckbesitz kommen muss (zum Beispiel bei Powerplay oder bei Rückstand kurz vor Spielende). Meist checkt ein Spieler vor, in dem er den Lauf des puckführenden Spielers einige Meter versetzt nachahmt und so den Pass-Raum abdeckt.
BackcheckingBei zweikampfstarken Spielern bietet sich das Backchecking an, bei dem die verteidigenden Spieler versuchen, die Angreifer noch vor dem eigenen Drittel vom Puck zu trennen. Gutes Backchecking sorgt für eine Übermacht in der neutralen Zone.
RaumdeckungDie Raumdeckung ist im Eishockey vor allem in Unterzahl anzuwenden, um die Laufarbeit zu minimieren. Dabei wird jedem Spieler eine Fläche auf dem Eis zugeteilt und er muss den Angreifer, der in diesem Raum ist, decken. Verlässt der Spieler diese Fläche, übernimmt ihn ein anderer Abwehrspieler.
ManndeckungBei gleicher Spieleranzahl ist die Manndeckung sicherer als die Raumdeckung. Dabei wird jedem Verteidiger ein angreifender Spieler zugeteilt, den er dann bewacht. Diese Form von Abwehrarbeit wird vor allem in der folgenden Abwandlung gespielt: Ein Spieler der verteidigenden Mannschaft ist auf den Spielmacher des Gegners angesetzt. Dies wird benutzt, um herausstechende Spieler zu blockieren, weshalb eine solche Taktik in den guten Ligen kaum Anwendung findet.
ZonenpressingBeim Zonenpressing blockiert die abwehrende Mannschaft den scheibenführenden Spieler und den Spieler, der den Puck wohl als Nächstes bekommen soll.
Wie die Angriffsvarianten ist auch das Abwehrverhalten nicht nur auf diese fünf Punkte einzugrenzen, teilweise werden die Punkte auch kombiniert.